# 于德培
于德培，四川營山人，清朝政治人物。
嘉慶十三年（1808年）戊辰科進士，改庶吉士，嘉慶十四年，授翰林院編修。后授江西道监察御史。之后任四川省立锦江书院院长，再迁礼部主客司主事。